# Anan-ben-David-Synagoge

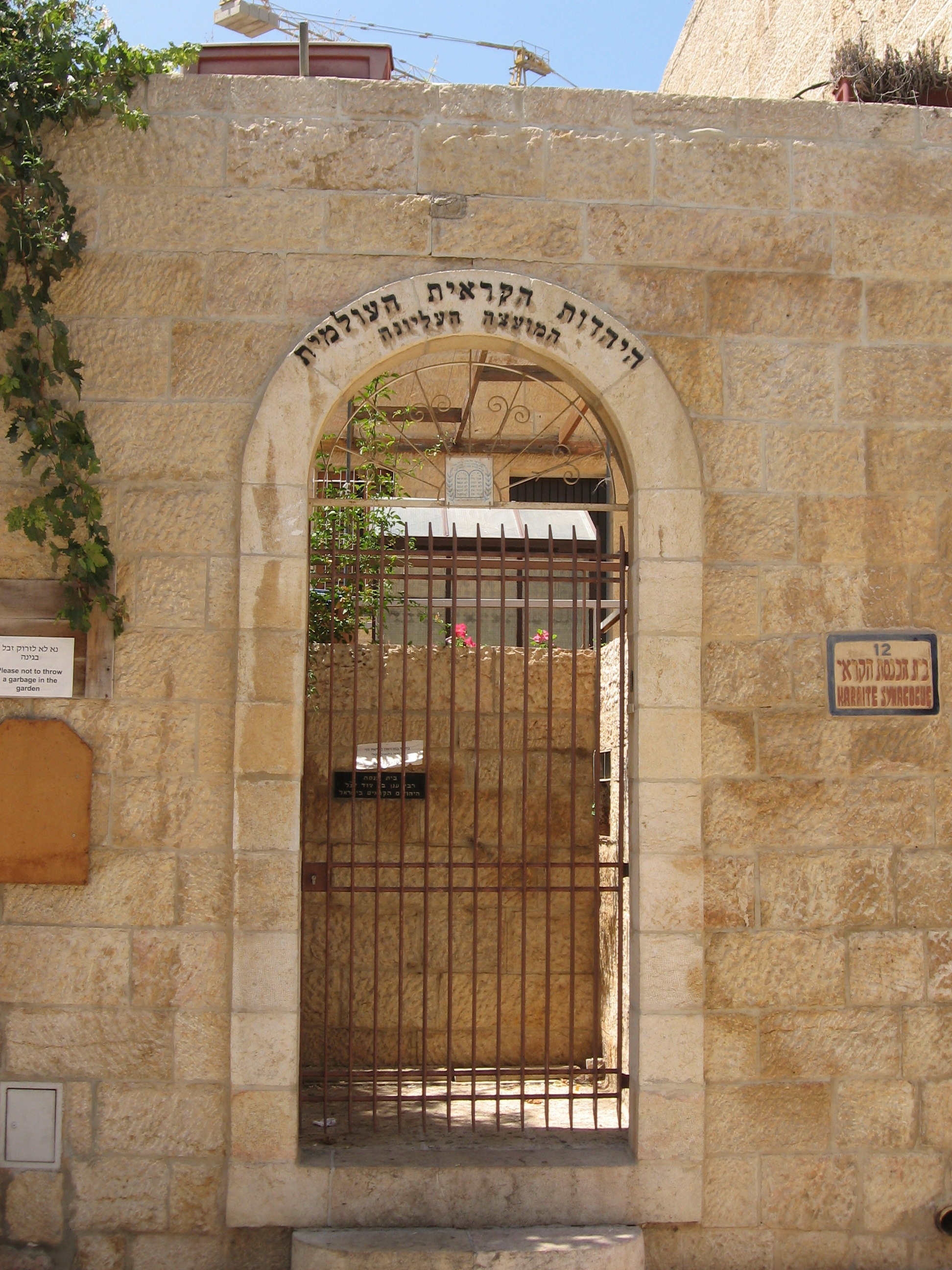
Synagogeneingang

Die Anan-ben-David-Synagoge (Kenesa Anan ben David) gehört zu den ältesten noch genutzten Synagogen im jüdischen Viertel der Jerusalemer Altstadt.

## Lage
Die Anan-ben-David-Synagoge befindet sich auf der Ostseite des Hurva-Platzes. Ihr Eingang liegt in der Karäer-Straße Nr. 12 gegenüber der Tiferet-Yisrael-Synagoge.

## Religiöse Zugehörigkeit
Die Anan-ben-David-Synagoge gehört zur jüdischen Religionsgemeinschaft der Karäer. Sie wurde nach Anan ben David benannt, der als einer der geistigen Väter der Karäer gilt.

## Geschichte

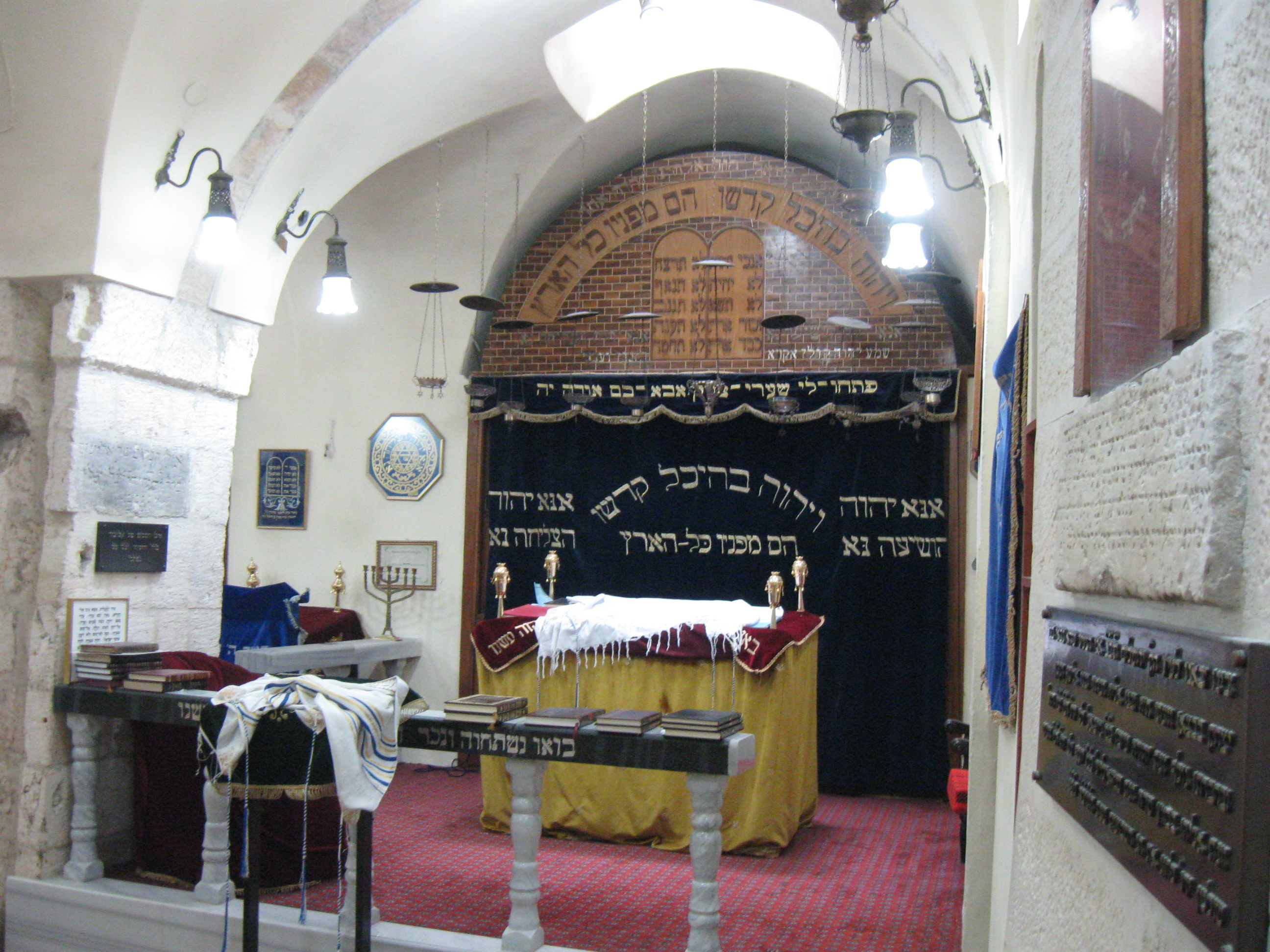
Innenraum der Synagoge

Nach karäischer Tradition lebte Anan ben David im 8. Jahrhundert in einer Höhle in Jerusalem und gründete dort die heutige Synagoge.
Seit dem Jahr 880 lebte in Jerusalem eine karäische Gemeinde, die zu dieser Zeit ein einflussreicher Bestandteil des orientalischen Judentums war. Das Viertel Jerusalems, in dem diese Gemeinde lebte, wurde „Samartakä“, „Zela ha-Elef“ und „Viertel der Östlichen“ genannt. Dieses Viertel befand sich auf dem Ophel und im Kidrontal.
Im 15. Jahrhundert gelang es der karäischen Gemeinde, einen Platz im jüdischen Viertel der Jerusalemer Altstadt zu finden, wo ihre heute noch existierende Synagoge entstand.
Teilweise wird der Bau der Synagoge auch auf die Zeit zwischen dem 10. und 12. Jahrhundert datiert. Ein Brief aus der ersten Hälfte des 16. Jahrhunderts bezeugt 20 karäische Familien in Jerusalem. Außerdem sind eine von den Karäern in Jerusalem verehrte Höhle und eine unterirdische Synagoge schriftlich bezeugt.
Die Bausubstanz der Synagoge geht auf mamlukische Zeit zurück.
Im Israelischen Unabhängigkeitskrieg 1948 wurde die Synagoge stark beschädigt. Nach dem Sechstagekrieg 1967 wurde die Synagoge an die Karaiten-Gemeinde zurückgegeben. Bis 1982 wurde sie restauriert und ein kleines Museum eingerichtet.

## Beschreibung
Wie viele alte Gebäude in Jerusalem liegt die Anan-ben-David-Synagoge einige Meter unter dem heutigen Straßenniveau. Es handelt sich um einen rechteckigen Bau, der durch zwei Pfeiler in zwei Schiffe mit Kreuzgratgewölbe unterteilt wird. An der Ostseite der Schiffe gibt es Nischen für die Torarollen. Die Frauen beten durch einen Wandschirm getrennt an der Westwand.

## Touristische Information
Das Museum kann besichtigt werden, aber der Zutritt zur Synagoge ist nicht gestattet. Nur durch ein kleines Fenster kann vom Museum aus ein Blick in das Innere der Synagoge geworfen werden.